# Västra Hargs socken
Västra Hargs socken i Östergötland ingick i Vifolka härad, ingår sedan 1971 i Mjölby kommun och motsvarar från 2016 Västra Hargs distrikt.
Socknens areal är 119,9 kvadratkilometer, varav 117,53 land. År 2000 fanns här 525 invånare. Sockenkyrkan Västra Hargs kyrka ligger i socknen. 

## Administrativ historik
Västra Hargs socken har medeltida ursprung, med namnet Hargs socken, för att få nuvarande namn åtminstone från mitten av 1700-talet. 1736 utbröts delar av socknen till den då nybildade Ulrika socken, jordebokssocken dock först 1892: Grytfall, Stora och Lilla Farsbo, Gördslegöl, Kalkgryt, Pikedal. Utjorden Runnedalen överfördes något senare, 1778, är övriga delar.
Vid kommunreformen 1862 övergick socknens ansvar för de kyrkliga frågorna till Västra Hargs församling och för de borgerliga frågorna till Västra Hargs landskommun. Landskommunen inkorporerades 1952 i Vifolka landskommun och ingår sedan 1971 i Mjölby kommun. Församlingen uppgick 2018 i Vifolka församling.
1 januari 2016 inrättades distriktet Västra Harg, med samma omfattning som församlingen hade 1999/2000.  
Socknen har tillhört samma fögderier och domsagor som Vifolka härad.  De indelta soldaterna tillhörde  Första livgrenadjärregementet, Stångebro kompani och Andra livgrenadjärregementet, Vifolka kompani.

## Geografi
Västra Hargs socken ligger sydost om Mjölby. Socknen är en skogsbygd mer kuperad i söder.

## Fornlämningar
Kända från socknen är en hällkista från stenåldern samt några stensättningar och tre fornborg ar från järnåldern.

## Namnet
Namnet (1382, Harghx) kommer från kyrkbyn. Ordet harg' betyder 'stenig mark' som kan syfta på ett berg öster om kyrkan.

### Fotnoter
1. 1 2  Svensk Uppslagsbok andra upplagan 1947–1955: Västra+Harg socken
2. 1 2  Harlén, Hans; Harlén Eivy (2003). Sverige från A till Ö: geografisk-historisk uppslagsbok. Stockholm: Kommentus. Libris 9337075. ISBN 91-7345-139-8
3. ↑  Mall:FS-Scb
4. ↑  Harg&Typ=Alla&DatumFran=&DatumTill= Administrativ historik för Västra Harg socken (Klicka på församlingsposten). Källa: Nationella arkivdatabasen, Riksarkivet.
5. 1 2  Sjögren, Otto (1931). Sverige geografisk beskrivning del 2 Östergötlands, Jönköpings, Kronobergs, Kalmar och Gotlands län. Stockholm: Wahlström & Widstrand. Libris 9939
6. 1 2  Nationalencyklopedin
7. ↑  Fornlämningar, Statens historiska museum: Västra Hargs socken
8. ↑  Fornminnesregistret, Riksantikvarieämbetet: Västra Hargs socken Fornminnen i socknen erhålls på kartan genom att skriva in sockennamn (utan "socken") i "Ange geografiskt område"
9. ↑  Mats Wahlberg, red (2003). Svenskt ortnamnslexikon. Uppsala: Institutet för språk och folkminnen. Libris 8998039. ISBN 91-7229-020-X. https://isof.diva-portal.org/smash/get/diva2:1175717/FULLTEXT02.pdf